# المجلس الأعلى للاقتصاد العربي الإفريقي

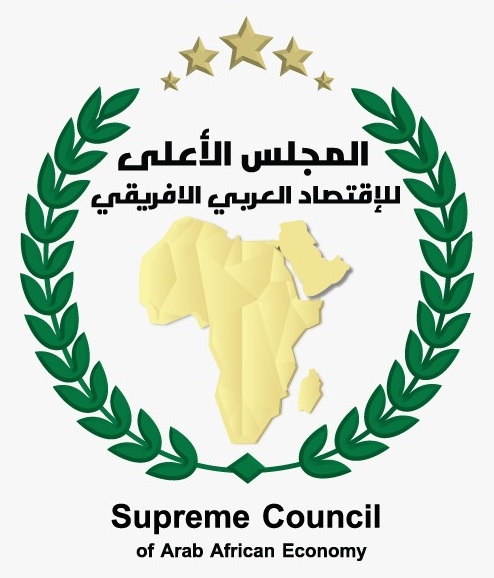

المجلس الأعلى للاقتصاد العربي الإفريقي منظمة متخصصة في تعزيز التنمية الاقتصادية للدول العربية والأفريقية. نشأت فكرة المجلس الأعلى للاقتصاد العربي الأفريقي لتحقيق الرؤى الاقتصادية المشتركة، وتأطير العمل الاقتصادي العربي الأفريقي المشترك وقدرته على مواجهة الأسواق والاقتصاد العالمي. وهو يضم شركات استثمارية ورجال أعمال وخبراء اقتصاديين لتحقيق أهدافه. يخدم المجلس المنظمات الحكومية والمؤسسات غير الربحية ومنظمات القطاع الخاص.

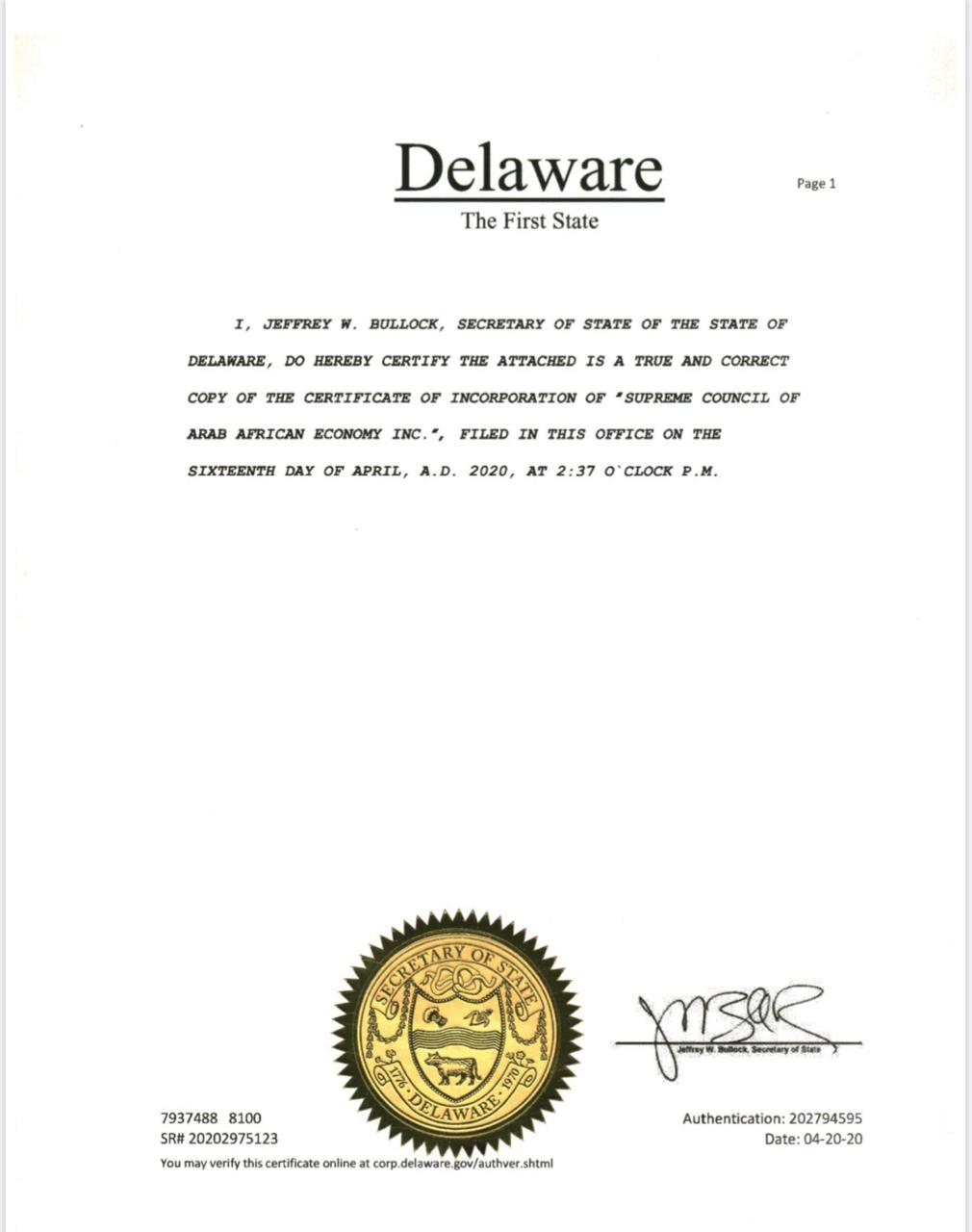

## العضوية
| المقر الرئيسي | جدة المملكة العربية السعودية |
| ------------- | ---------------------------- |
| تاريخ التأسيس | يناير 2020                   |
| العضوية       |                              |

## نشاط المجلس والتعاون مع المنظمات
تتضمن نشاطات المجلس الأعلى للإقتصاد العربى الإفريقى في دورات تدريبية تحضرها كوادر متوسطة وعليا في الأجهزة المعنية بالشأن الإقتصادي في الدول الأعضاء، بالإضافة إلى ورش عمل وندوات يحضرها كبار المسئولين في الأجهزة المختصة. وتتم هذه النشاطات بالتعاون مع مؤسسات إقليمية ودولية بهدف الإستفادة من خبراتها وتبادل المعرفة حول الموضوعات والحقول ذات الإهتمام المشترك. وينظم المجلس معظم نشاطاته في البلدان العربية والأفريقية.

### التعاون مع المنظمات والهيئات الإقليمية والدولية
يسعى المجلس لتوفير الدورات وحلقات العمل ذات البرامج والمواضيع الغنية والمتطورة يقدمها خبراء أصحاب كفاءة وتجربة. كما يستعين المجلس بخبراء وفنيين من مؤسسات ومنظمات دولية وإقليمية مميزة في تقديم وتصميم هذه البرامج. ومن أبرز المؤسسات التي يتم التعاون معها في مجال الدورات التدريبية العادية نذكر صندوق النقد الدولي، البنك الدولي، البنك المركزي المصري، واتحاد رجال الأعمال العرب، واتحاد المصارف العربية، ومنظمة التجارة العالمية، والبنك الإسلامي للتنمية، ووكالة اليابان للتعاون الدولي (جايكا).

## وصلات خارجية
الموقع الرسمي